# Национальный юридический университет имени Ярослава Мудрого
Национа́льный юриди́ческий университе́т и́мени Яросла́ва Му́дрого (НЮУ, «Юракаде́мия», прежде Ха́рьковский юриди́ческий институ́т и́мени Л. Кагано́вича, Ха́рьковский юриди́ческий институ́т и́мени Ф. Э. Дзержи́нского, Украи́нская юриди́ческая акаде́мия, Национа́льная юриди́ческая акаде́мия Украи́ны и́мени Яросла́ва Му́дрого) — самоуправляемое (автономное) государственное высшее юридическое учебное заведение IV уровня аккредитации, расположенное в Харькове, входит в десятку самых влиятельных университетов Украины и тройку лучших юридических вузов.

## История

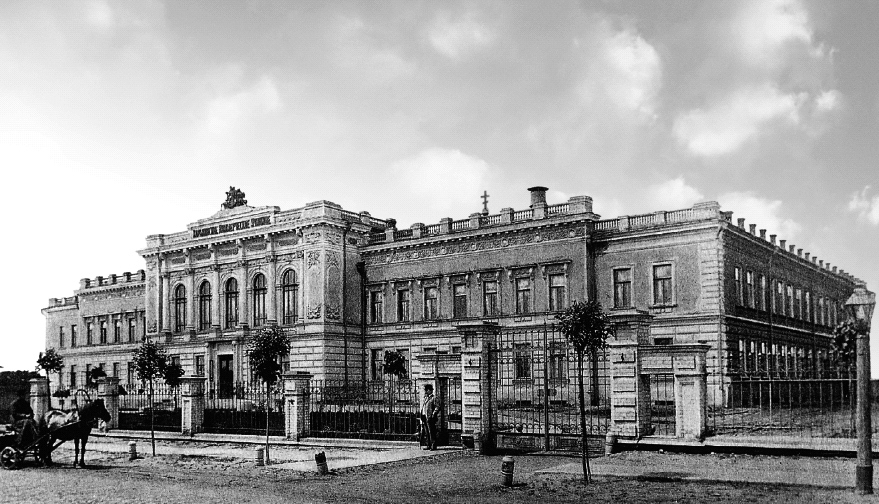
Харьковское коммерческое училище Императора Александра III, 1896

5 ноября (17 ноября по новому стилю) 1804 года по указу российского императора Александра I был создан Харьковский Императорский университет, в состав которого входило отделение моральных и политических наук. В 1835 году оно официально переименовано в юридический факультет университета.
В 1920 году в соответствии с решением Правительства Украины на базе Харьковского коммерческого института и юридического факультета Харьковского университета создан Институт народного хозяйства (ХИНХ).
В сентябре 1930 года Институт народного хозяйства был реорганизован. На базе его правового факультета был образован Институт советского строительства и права, что соответствовало его статусу как высшего юридического учебного заведения. В июне 1933 года институт переименован в Общеукраинский коммунистический институт советского строительства и права. С целью улучшения подготовки кадров-юристов он в 1937 году был преобразован в Харьковский юридический институт.

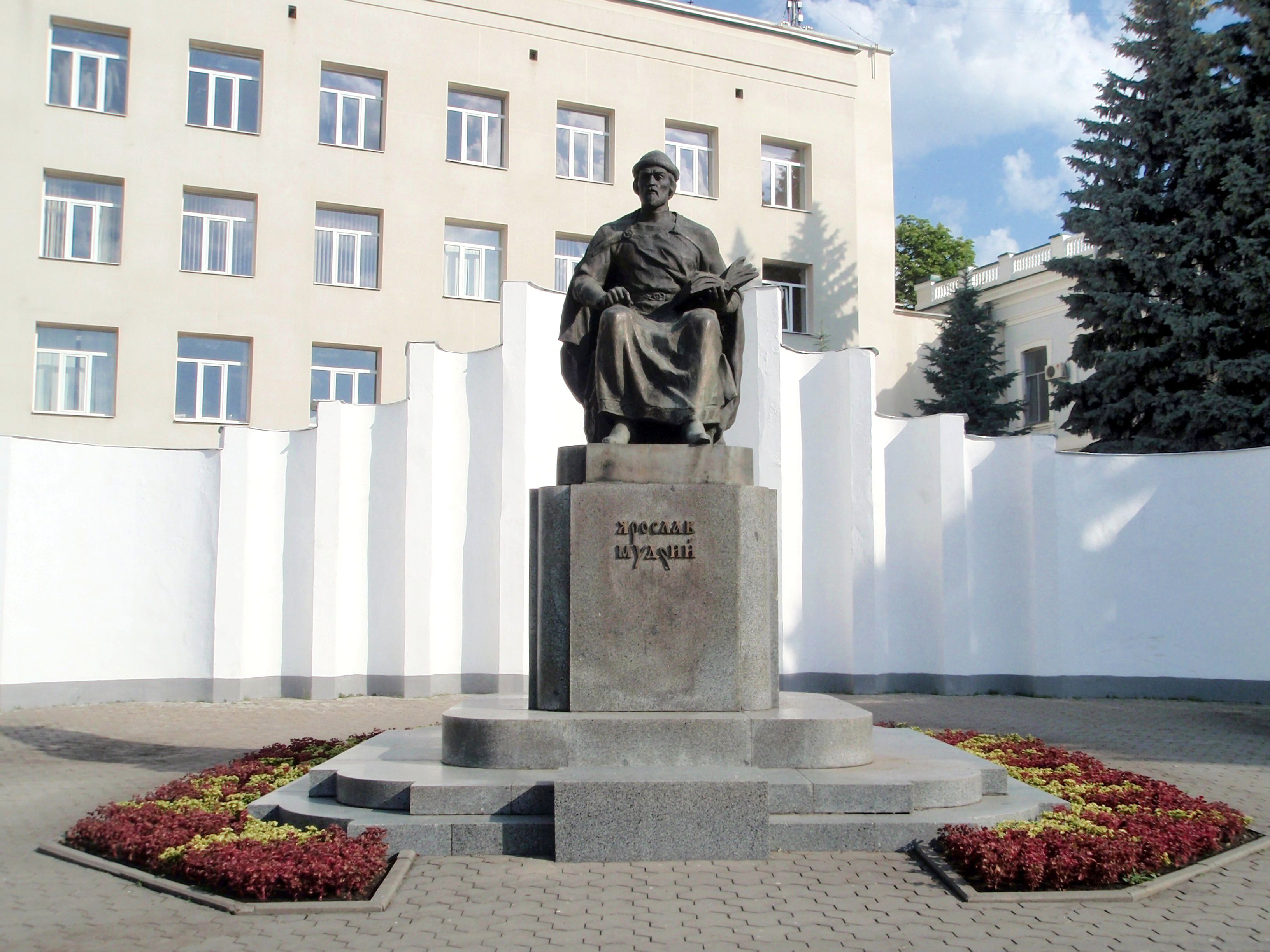
Памятник Ярославу Мудрому вблизи главного корпуса университета

Постановлением Совета министров Украины от 20 марта 1991 года Харьковский юридический институт был реорганизован в Украинскую государственную юридическую академию. Указом президента Украины Леонида Кучмы от 30 марта 1995 года № 267 академии предоставлен статус национального самоуправляемого (автономного) государственного высшего учебного заведения, а указом от 4 ноября 1995 года присвоено имя великого князя Киевской Руси Ярослава Мудрого. Указом президента Украины № 457 от 21 июня 2001 года «Вопросы Национальной юридической академии Украины имени Ярослава Мудрого», учитывая большую роль в подготовке специалистов для органов государственной власти, правоохранительных органов, разных сфер юридической практики, исходя из необходимости сохранения и дальнейшего развития сформированных в Академии научных школ, ей предоставлены дополнительные права с утверждением статуса кабинетом министров Украины.

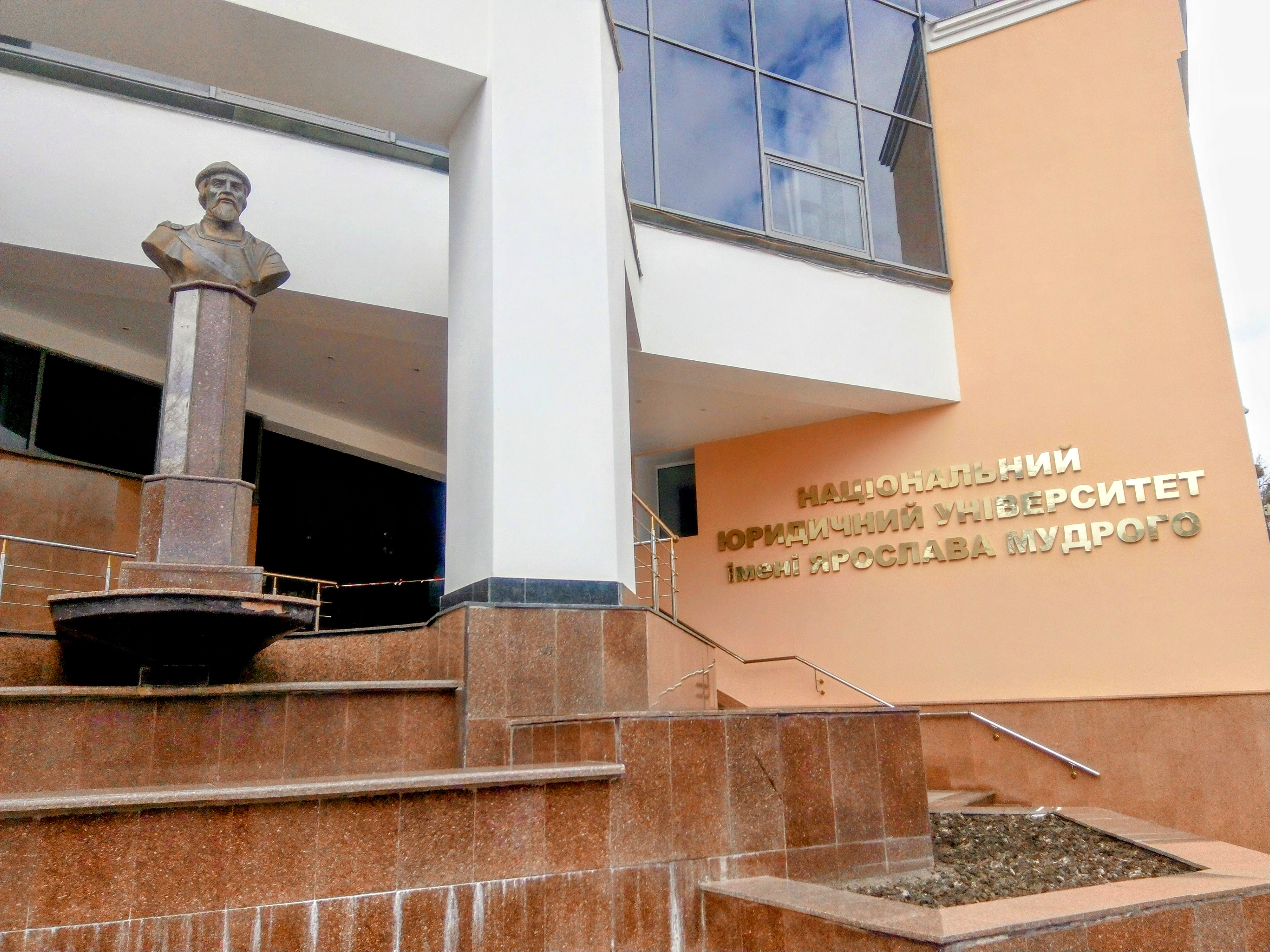
Памятник Ярославу Мудрому в Полтавском юридическом институте Национального юридического университета имени Ярослава Мудрого

В 2007 году Академия в Национальном рейтинге высших учебных заведений «Топ-200 Украина» заняла пятое место среди вузов Украины, а в группе «юридические» — первое. По рейтингу журнала «Корреспондент» с учётом выводов Министерства образования и науки Украины и Конфедерации работодателей Украины по критериям вступительного конкурса (популярности) и востребованности выпускников на рынке труда Академия признана лучшим правовым высшим учебным заведением.
Академия имеет широкие международные связи. Она является участником общих европейских проектов в рамках программы Темпус-Тасис и многих других международных проектов.
18 сентября 2004 года Академия подписала Большую хартию университетов (г. Болонья).
14 декабря 2007 года Академия стала членом Европейской ассоциации университетов. Свыше 20 лет Академию возглавляет Василий Таций.
Приказом Министерства образования Украины от 04.12.2013 № 1697 переименована в «Национальный юридический университет имени Ярослава Мудрого».

### Ректоры
- Брандт, Карл Карлович (1930 — 1931);
- Еминник, Марк Моисеевич (1931 — 1932);
- Цареградский, Семён Маркович (1932 — 1934);
- Канарский, Сергей Михайлович (1934 — 1937);
- Левиков, Николай Иванович (1937);
- Монастырский, Евгений Александрович (1937 — 1939);
- Барахтян, Василий Алексеевич (1939 — 1948);
- Вильнянский, Соломон Иосифович (1948 — 1950);
- Неботов, Александр Андреевич (1950 — 1962);
- Маслов, Василий Филиппович (1962 — 1987);
- Таций, Василий Яковлевич (1987 — 2020);
- Гетьман, Анатолий Павлович (2020 — н. в.)

## Известные выпускники
- Главы Верховного Суда Украины: Ф. К. Глух, В. Ф. Бойко, В. Т. Маляренко, В. В. Онопенко, П. Ф. Пилипчук, С. И. Кравченко
- Главы Конституционного Суда Украины: В. Е. Скомороха, А. А. Стрижак, Ю. В. Баулин, С. В. Шевчук, А. Н. Тупицкий
- Генеральные прокуроры Украины: В. В. Дацюк, Г. А. Васильев, А. И. Медведько, В. П. Пшонка, В. Н. Шокин
- Министры юстиции Украины: Н. Ф. Бабченко, Д. Х. Панасюк, Е. И. Згурская, А. В. Лавринович

Другие известные выпускники и профессора:
- М. М. Алексеенко, юрист, ректор Императорского Харьковского университета
- Д. И. Каченовский, юрист-международник
- М. А. Таубе, юрист-международник
- И. Ф. Тимковский, юрист, профессор и декан нравственного факультета Харьковского университета
- В. М. Корецкий, юрист-международник, академик АН УССР (1948)
- В. В. Сташис, юрист, профессор, специалист в области уголовного права
- В. Е. Коновалова, юрист, профессор, специалист в области криминалистики
- В. Я. Таций, юрист, профессор. Академик Национальной академии правовых наук Украины (1993) и Национальной академии наук Украины (1997)
- Г. А. Кернес, городской голова Харькова
- Е. И. Згурская — министр юстиции УССР.
- С. Б. Гавриш — украинский политик. Народный депутат Украины III, IV созывов. Доктор юридических наук (1994), профессор (1996). Академик Национальной академии правовых наук Украины (2004).
- Т. Е. Кагановская — украинский правовед, доктор юридических наук (2012), профессор, Заслуженный юрист Украины (2009). Ректор Харьковского национального университета.

## Структура университета

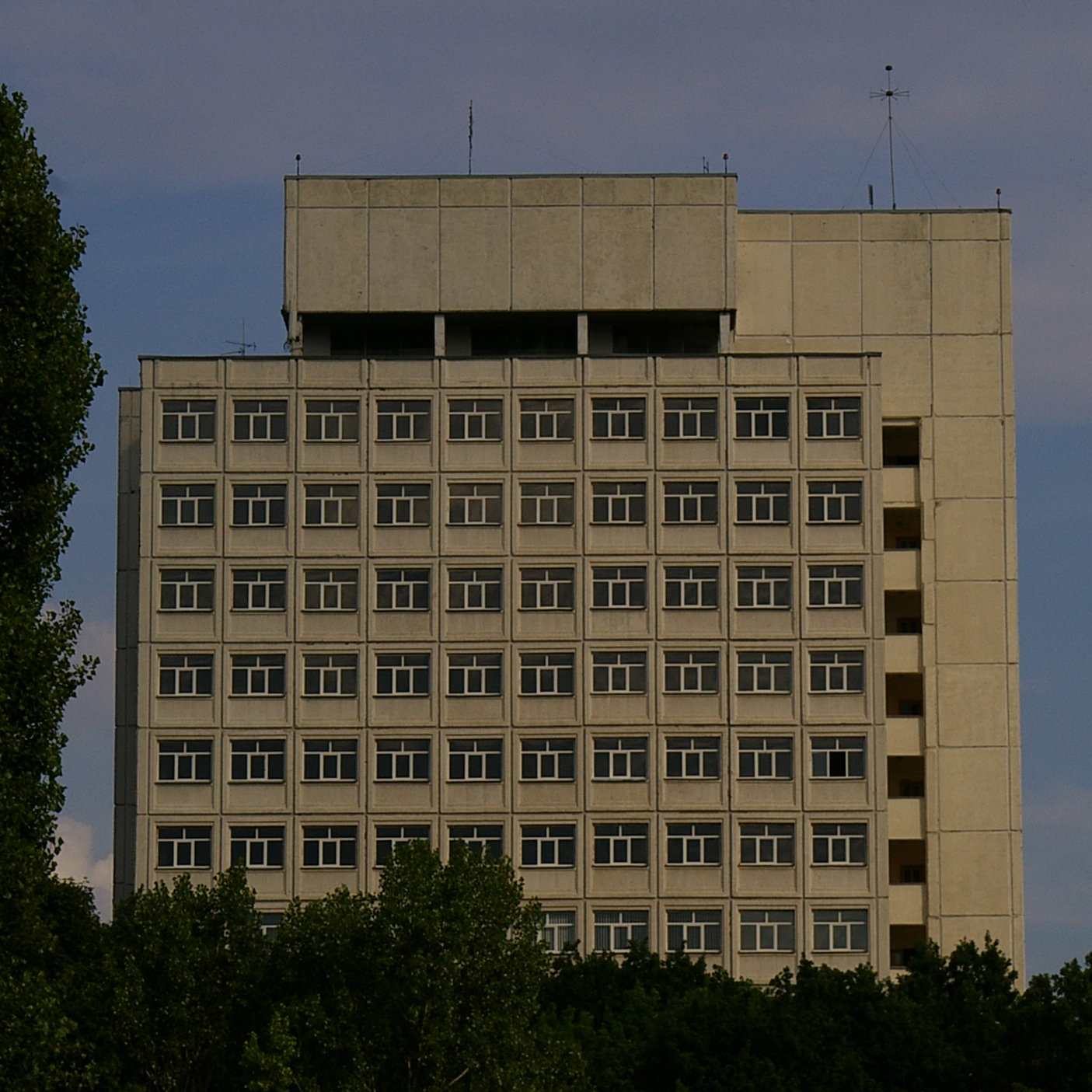
Корпус на улице Динамовской

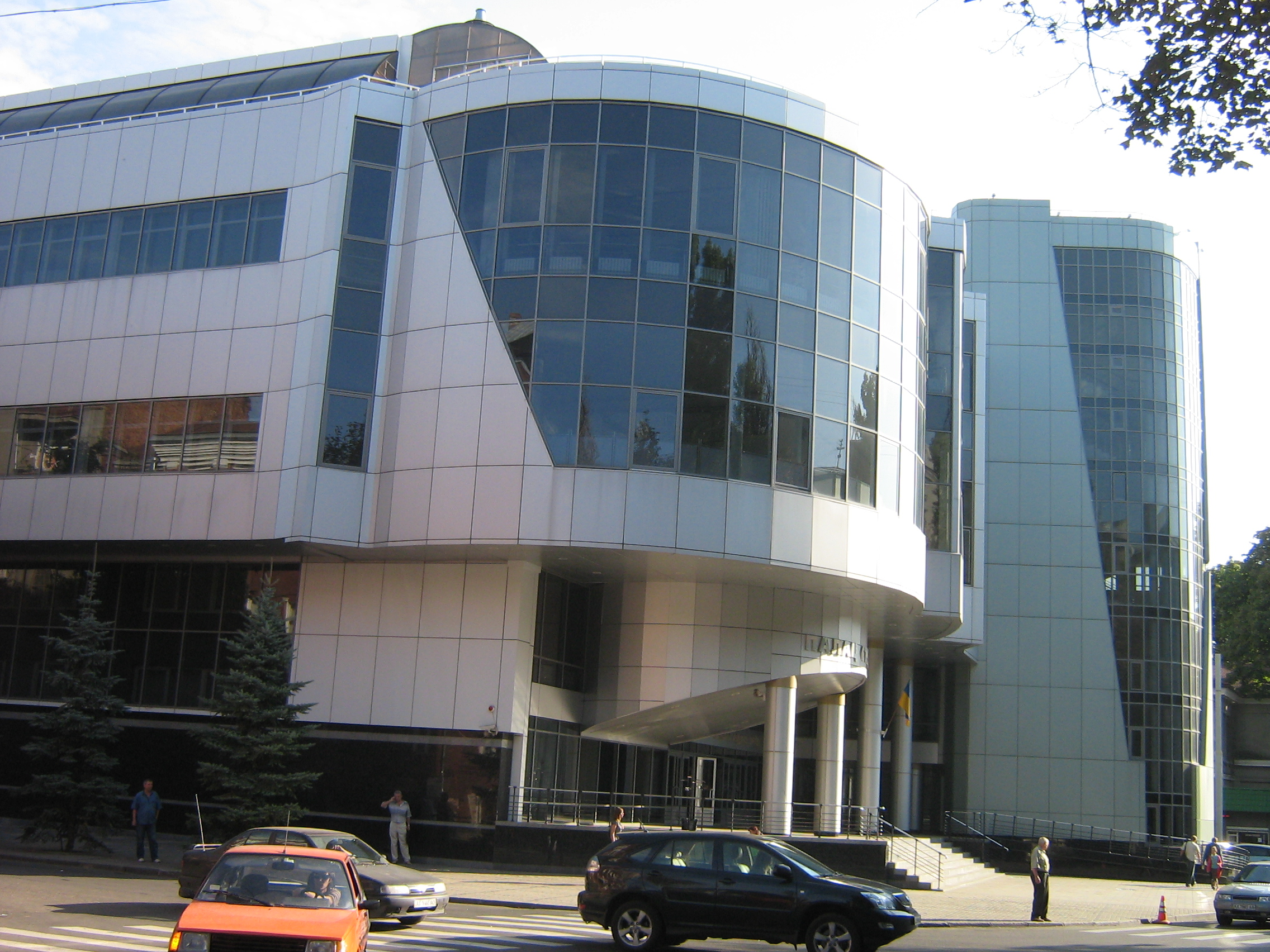
Дворец студентов Национального юридического университета имени Ярослава Мудрого

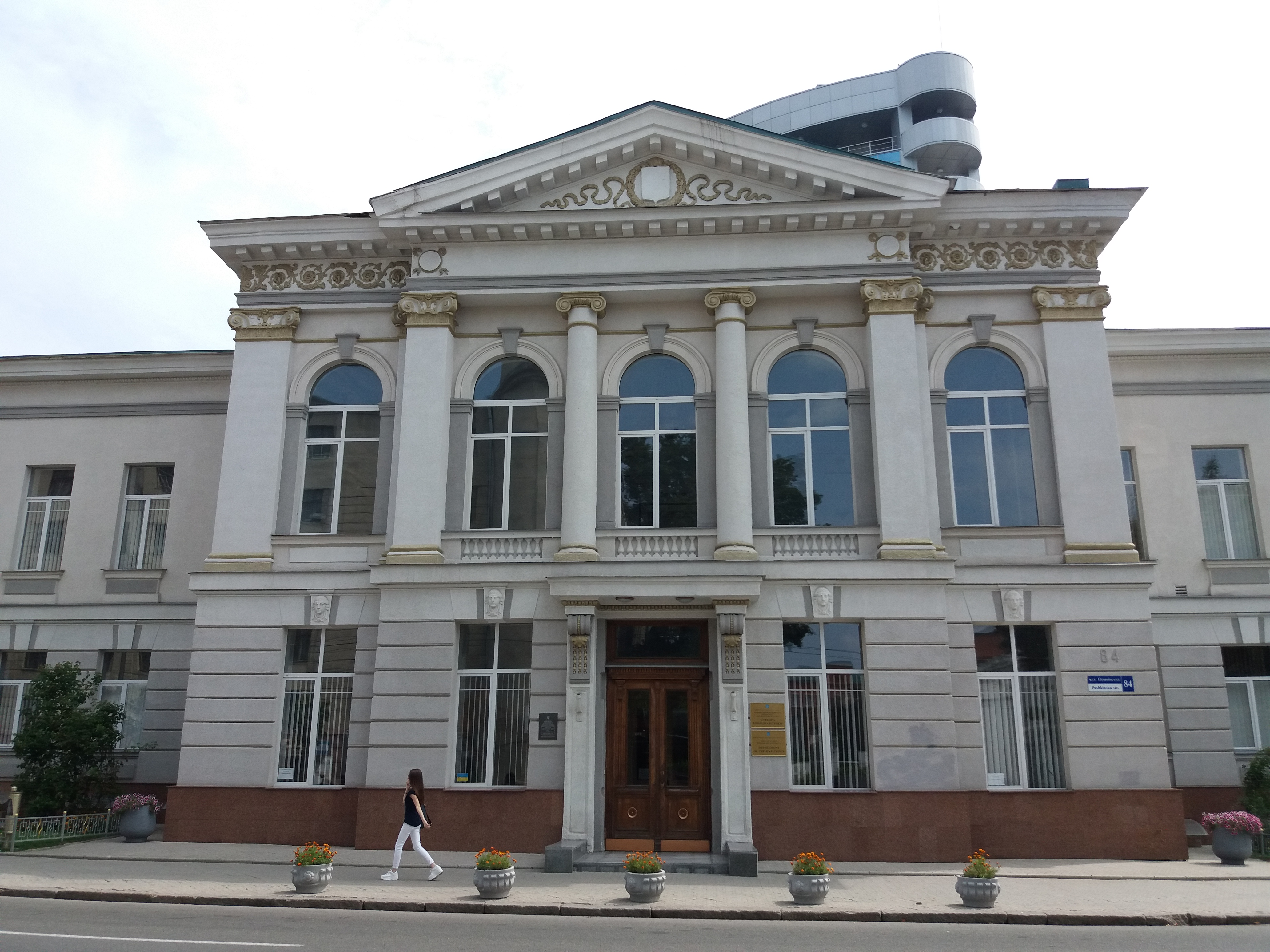
Здание кафедры криминалистики

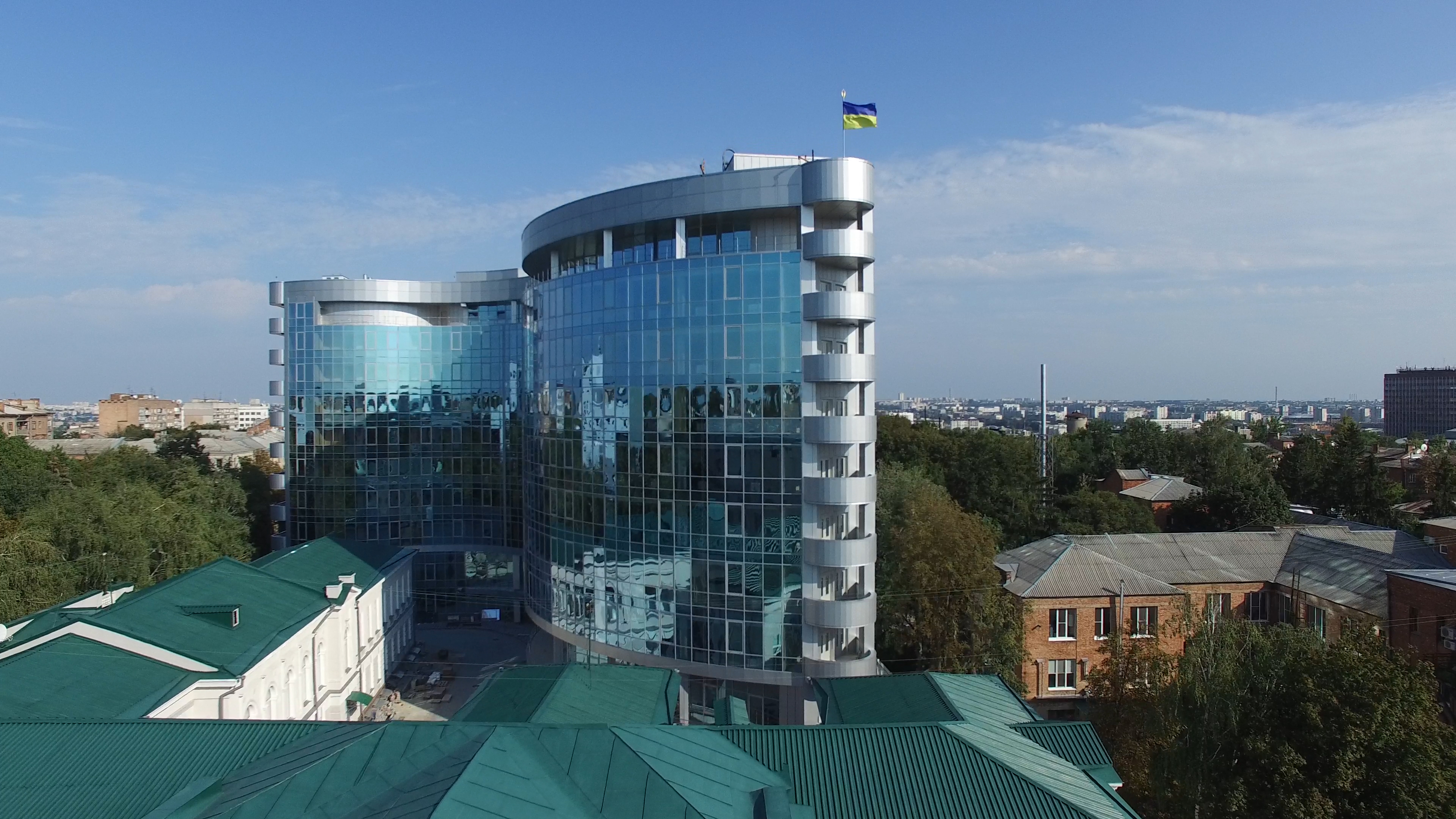
Научная библиотека Национального юридического университета имени Ярослава Мудрого

### Институты и факультеты
- Факультет прокуратуры (декан — Маринов Владимир Иванович)
- Факультет права и экономической безопасности (декан — Мусиенко Олег Леонидович)
- Факультет следственной и детективной деятельности (декан — Головкин Богдан Николаевич)
- Факультет юстиции (декан — Солянник Константин Евгеньевич)
- Институт Службы безопасности Украины (директор — Червяков Александр Иванович)
- Военно-юридический институт (директор — Мельник Сергей Николаевич)
- Факультет международного и европейского права (декан — Самощенко Игорь Викторович)
- Факультет адвокатуры (декан — Шеховцов Владимир Владимирович)
- Полтавский юридический институт (директор — Криницкий Игорь Евгеньевич)
- Полтавский профессиональный колледж (директор — Старостина Любовь Леонидовна)

### Кафедры
- Кафедра административного права и административной деятельности
- Кафедра хозяйственного права
- Кафедра государственного строительства
- Кафедра экологического права
- Кафедра земельного и аграрного права
- Кафедра иностранных языков
- Кафедра истории государства и права Украины и зарубежных стран
- Кафедра конституционного права Украины
- Кафедра криминалистики
- Кафедра уголовно-правовой политики
- Кафедра уголовного права
- Кафедра уголовного процесса
- Кафедра культурологии
- Кафедра международного права
- Кафедра налогового права
- Кафедра права Европейского Союза
- Кафедра теории права
- Кафедра трудового права
- Кафедра физического воспитания
- Кафедра философии
- Кафедра финансового права
- Кафедра гражданско-правовой политики, права интеллектуальной собственности и инноваций
- Кафедра гражданского права
- Кафедра гражданского судопроизводства, арбитража и международного частного права
- Кафедра гражданской юстиции и адвокатуры
- Кафедра административного права
- Кафедра подготовки офицеров запаса
- Кафедра прав человека и юридической методологии

## Награды и репутация

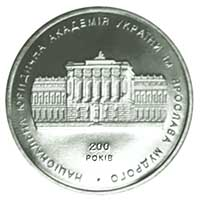
Юбилейная монета «Национальная юридическая академия Украины имени Ярослава Мудрого»

Университет занимает передовые позиции в юридическом образовании. Об этом свидетельствуют результаты всеукраинского рейтинга вузов «Компас», учитывающие оценку работодателей и выпускников, согласно которым Национальный юридический университет остается лидером среди юридических учебных заведений Украины. Университет награждён золотой медалью XIII международной выставки учебных заведений «Современное образование в Украине-2010» в номинации «Инновации по внедрению ИТ-технологий в образовательный процесс» за инновационную разработку «Модерн-архитектура информационной образовательной среды» (форсайт-проект); занял первое место и награждён дипломом победителя конкурса в номинации "Инноватика в высшем образовании" за инновационную разработку "Семантический информационно-образовательный портал Национальной юридической Академии Украины имени Ярослава Мудрого" на международной выставке-презентации "Инноватика в образовании Украины"; получил Гран-при «Лидер высшего образования Украины» на международной выставке «Современные учебные заведения – 2010»; университет награждён золотой медалью на XIV международной выставке учебных заведений «Современное образование в Украине – 2011» в номинации «Внедрение новых форм организации учебно-воспитательного процесса в вузы» и присуждено почетное звание «Лидер современного образования».
С 2023 года входит в мировой рейтинг ВУЗов QS World University Rankings. По состоянию на 2024 год входит в топ-200 лучших юридических школ мира и является лучшим юридическим вузом Украины.